# Aleuritopteris siamensis
Aleuritopteris siamensis är en kantbräkenväxtart som beskrevs av S. K. Wu. Aleuritopteris siamensis ingår i släktet Aleuritopteris och familjen Pteridaceae. Inga underarter finns listade.